# Crataegus nikotinii
Crataegus nikotinii är en rosväxtart som beskrevs av Kh.E. Esenova. Crataegus nikotinii ingår i Hagtornssläktet som ingår i familjen rosväxter. Inga underarter finns listade i Catalogue of Life.